# الحياة البرية في القارة القطبية الجنوبية

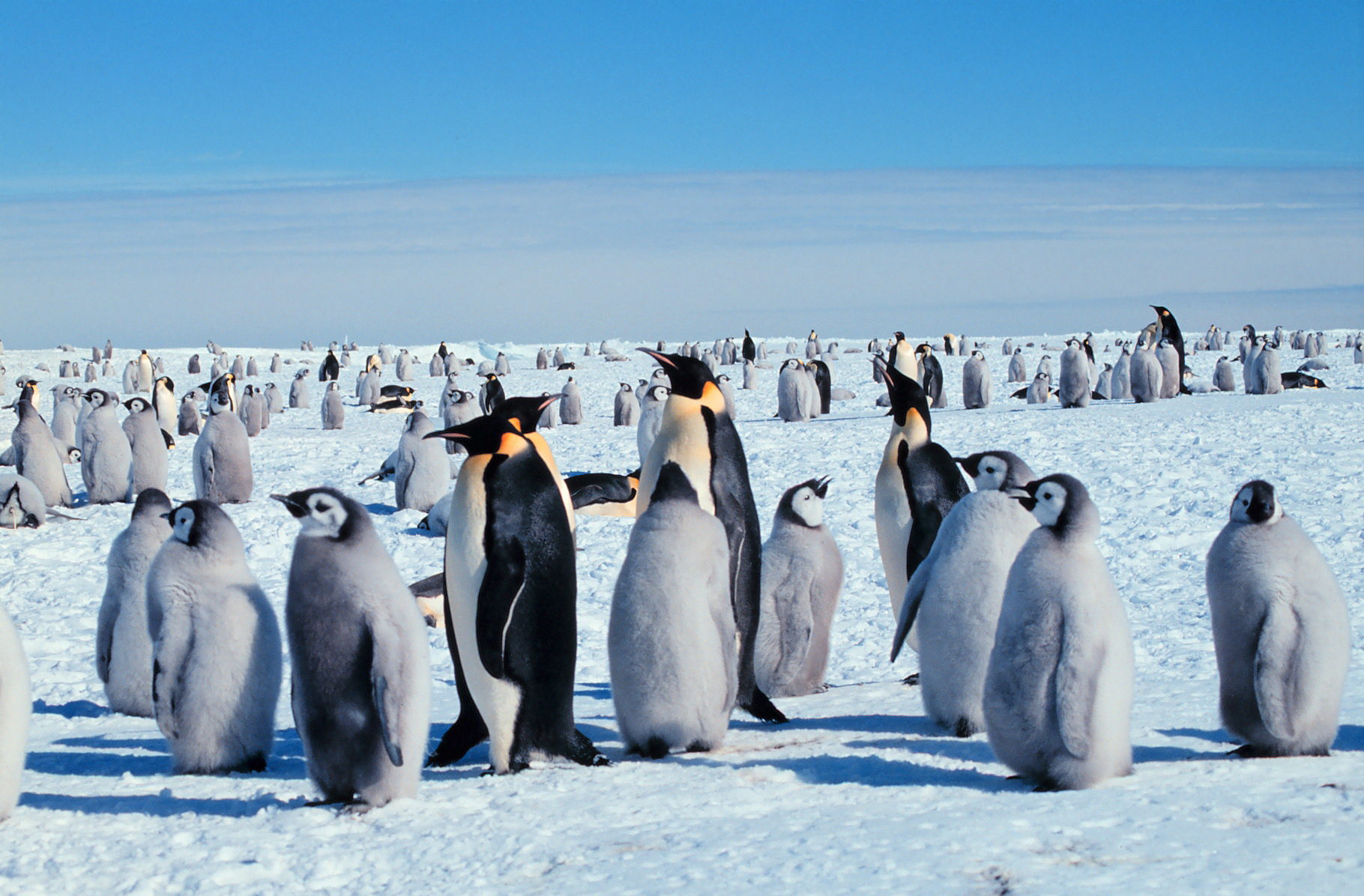
بطاريق إمبراطورية (Aptenodytes forsteri) هي الحيوانات الوحيدة التي تتكاثر على البر الرئيسي للقارة القطبية الجنوبية خلال فصل الشتاء.

الحياة البرية في أنتاركتيكا، حياة كائن أليف الظروف القاسية، والذي اضطر إلى التكيف مع الجفاف، وانخفاض درجات الحرارة، والعرضة للانكشاف وهو أمر شائع في القارة القطبية الجنوبية. تتفاوت الظروف المناخية الشديدة في المناطق الداخلية مع الظروف المعتدلة نسبيا في شبه جزيرة أنتاركتيكا والجزر الواقعة تحت القطب الجنوبي والتي تتسم بدرجات حرارة أكثر دفئا وماء أكثر سائلا. فإن الكثير من المحيط الموجود حول البر الرئيسي مغطى بالجليد البحري. المحيطات هي بيئة أكثر استقرارا للحياة، سواء في عمود المياه أو في قاع البحر.
هناك تنوع قليل نسبيا في أنتاركتيكا بالمقارنة مع الكثير من بقية العالم. وتتركز الحياة البرية في المناطق القريبة من الساحل. تتخذ الطيور أعشاشها على الشواطئ الأكثر اعتدالا من شبه الجزيرة وجزر تحت القطب الشمالي. ثمانية أنواع من طيور البطريق تسكن أنتاركتيكا وجزرها البحرية. وهم يشتركون في هذه المناطق مع سبعة أنواع من زعنفيات الأقدام. المحيط الجنوبي حول أنتاركتيكا هي موطن ل 10 الحيتانيات، والكثير منهم حيوانات مهاجرة. هناك عدد قليل جدا من اللافقريات الأرضية في البر الرئيسي، على الرغم من أن الأنواع التي تعيش هناك كثافات عالية. وتعيش الكثافات العالية من اللافقاريات أيضا في المحيط، حيث تشكل كريل قطبي جنوبي أسراب كثيفة وواسعة الانتشار خلال فصل الصيف. المجتمعات الحيوانية القاعية موجودة أيضا في جميع أنحاء القارة.
تم العثور على أكثر من 1000 نوع من الفطريات في أنتاركتيكا وحولها. تقتصر الأنواع الأكبر على الجزر تحت القطب الجنوبي، وغالبية الأنواع المكتشفة كانت برية. وبشكل مماثل تقتصر النباتات في الغالب على الجزر شبه القطبية، والحافة الغربية لشبه الجزيرة. يمكن العثور على بعض النباتات الحزازية والأشنات حتى في المناطق الجافة. تم العثور على العديد من الطحالب حول القارة القطبية الجنوبية، وخاصة العوالق النباتية، والتي تشكل أساس العديد من الشبكات الغذائية في القطب الجنوبي.
وقد تسبب النشاط البشري في إدخال الأنواع المستقدمة للحصول على موطئ قدم في المنطقة، مما يهدد الحياة البرية. وقد ترك الصيد والإفراط في صيد الأسماك العديد من الأنواع مع أعداد أقل بكثير. يشكل كل من التلوث، وتدمير مواطن الكائنات، وتغير المناخ  مخاطر كبيرة على البيئة. إن معاهدة أنتاركتيكا هي معاهدة عالمية تهدف إلى الحفاظ على القارة القطبية الجنوبية كمكان للبحوث، وتستخدم تدابير من هذا النظام لتنظيم النشاط البشري فيها.

## الظروف البيئية

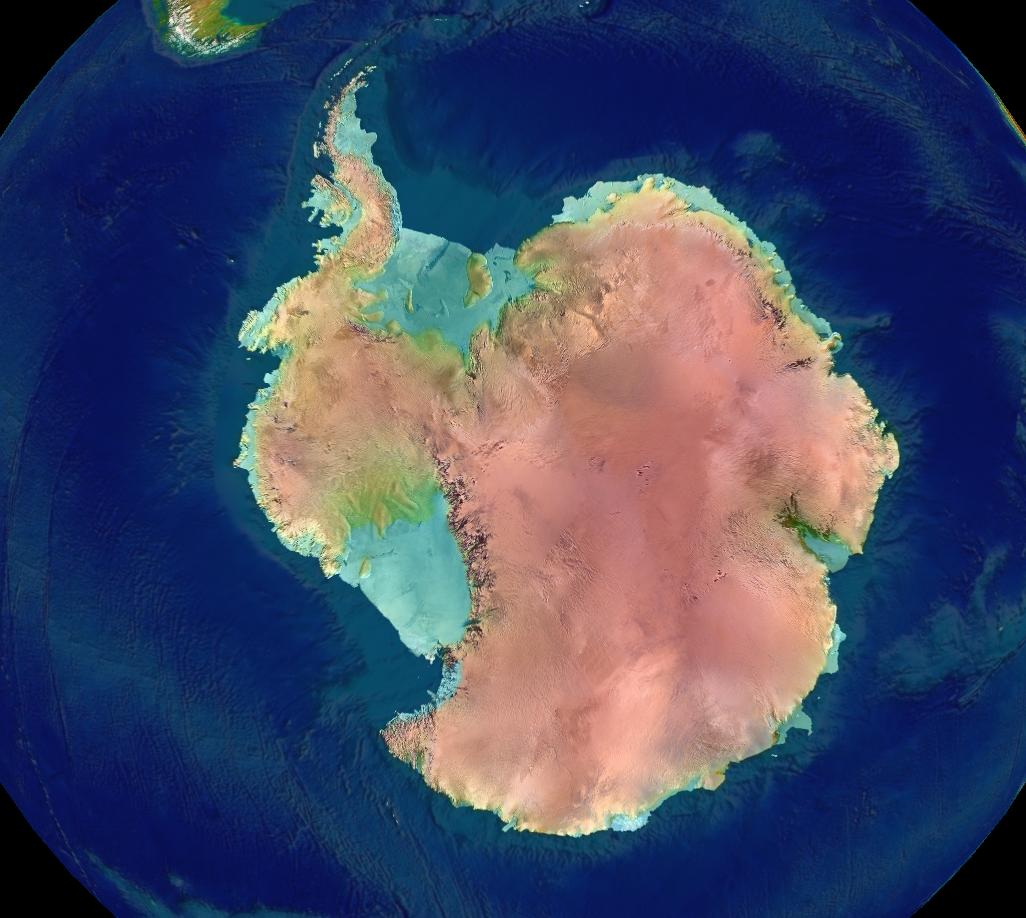
ارتفاع الأرض في القارة القطبية الجنوبية

حوالي 98% من القارة القطبية الجنوبية القارية مغطاة بالجليد الذي يصل سمكه إلى 4.7 كيلومتر (2.9 ميل). الصحاري الجليدية في القطب الجنوبي لديها درجات حرارة منخفضة للغاية، وإشعاع شمسي عالٍ، وجفاف شديد. أي هطول يحدث عادة في صورة ثلوج، ويقتصر على النطاق حوالي 300 كيلومتر (186 ميل) من الساحل. بعض المناطق تتلقى أقل من 50 مم من الهطول سنويًا. تم تسجيل أبرد درجات الحرارة المسجلة على الأرض -89.4 درجة م (-128.9 درجة ف) في محطة فوستوك على هضبة القارة القطبية الجنوبية. الكائنات الحية التي تستطيع البقاء على قيد الحياة في القارة القطبية الجنوبية هي في كثير من الأحيان كائنات أليفة الظروف القاسية.
تختلف المناطق الجافة من القارة مناخيًا عن غرب شبه الجزيرة القطبية الجنوبية  وجزر القارة القطبية الجنوبية. تعد الجزر وشبه الجزيرة القطبية الجنوبية هي أكثر المناطق ملاءمة للسكن، بعض المناطق في شبه الجزيرة يمكن أن تتلقى 900 مم من الهطول  سنويًا، بما في ذلك المطر، وشمال شبه الجزيرة هي المنطقة الوحيدة في البر الرئيسي حيث من المتوقع أن تتجاوز درجات الحرارة ° 0 م (32 ° ف) في الصيف. الجزر لديها درجات حرارة أكثر اعتدالاً ولديها المزيد من المياه، وبهذا تكون أكثر ملاءمة للحياة.
 درجة حرارة سطح المحيط الجنوبي تختلف قليلا جدًا، وتتراوح ما بين 1 درجة مئوية (33.8 درجة فهرنهايت) إلى 1.8 درجة مئوية (35.2 درجة فهرنهايت). خلال الصيف يغطي الجليد البحري 4,000,000 كيلو متر مربع (1,500,000 ميل 2) من المحيط. يصل عرض المنحدر القاري المحيط بالبر الرئيسي إلى 60 كيلومترا (37 ميل) - 240 كيلومتر (149 ميل). يتراوح عمق قاع البحر في هذه المنطقة ما بين 50 مترا (164 قدما) - 800 متر (2,625 قدم)، بمتوسط 500 متر (1,640 قدم). بعد الجرف ينحدر المنحدر القاري إلى السهول السحيقة عند 3,500 متر (11,483 قدم) - 5000 متر (16,404 قدم) عميق. في جميع هذه المناطق تتكون 90% من قاع البحر من الرواسب الناعمة، مثل الرمل والطين والحصى.

## الحيوانات

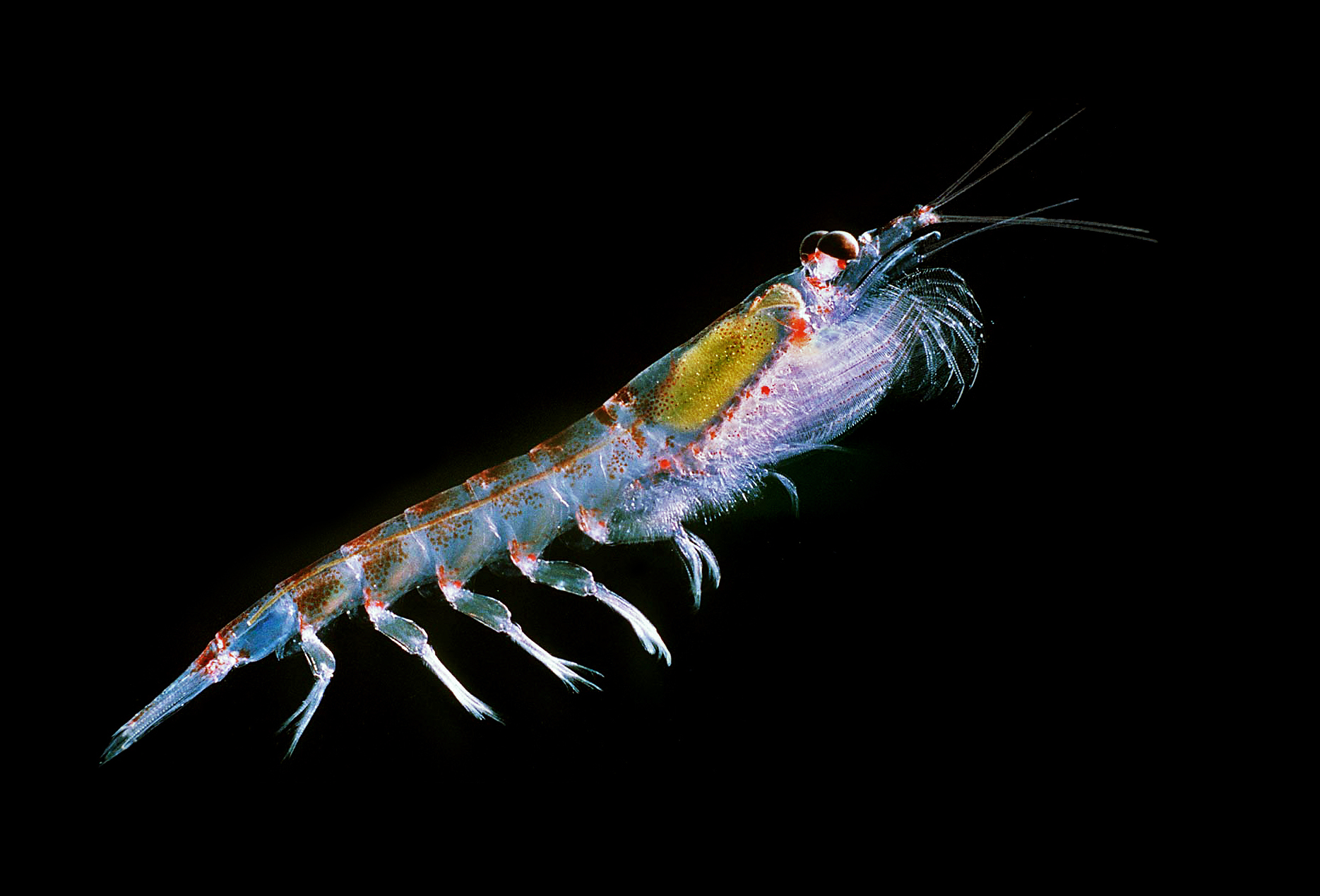
كريل رائع (Euphausia superba)، ويشكل جزءًا هامًا من شبكة الغذاء في القطب الجنوبي.

يوجد على الأقل 235 نوعًا من الأنواع البحرية في كل من القارة القطبية الجنوبية والقطب الشمالي، وتتراوح في الحجم ما بين الحيتان والطيور إلى القواقع البحرية الصغيرة، وخيار البحر، والديدان التي تعيش في الطين. غالبًا ما تهاجر الحيوانات الكبيرة بينهما، ومن المحتمل أن تكون الحيوانات الصغيرة قادرة على الانتشار عبر التيارات الموجودة تحت الماء. تكيفت الحيوانات في القطب الجنوبي للحد من فقدان الحرارة، عن طريق طبقة الدافئة مقاومة للرياح وطبقات من الدهن.
لدى الصحارى الباردة في أنتاركتيكا بعض من الحيوانات الأقل تنوعا في العالم. تقتصر الفقاريات البرية على جزر القطب الجنوبي، وهي أيضًا محدودة العدد. القطب الجنوبي، بما في ذلك الجزر، ليس لديها الثدييات الطبيعية البرية، أوالزواحف، أو البرمائيات. إلا أن النشاط البشري أدى إلى إدخال بعض الأنواع المستقدمة مثل الجرذان والفئران والدجاج والأرانب والقطط والخنازير والأغنام والماشية والرنة والأسماك المختلفة. كما تم إدخال اللافقاريات، مثل أنواع الخنافس.
المجتمعات القاعية في قاع البحر متنوعة ومكثفة، حيث يوجد ما يصل إلى 000 155 حيوان في 1 متر مربع (10.8 قدم مربع). حيث أن بيئة قاع البحر متشابهة جدا في جميع أنحاء القطب الجنوبي، يمكن العثور على مئات الأنواع على طول الطريق في جميع أنحاء البر الرئيسي، وهو توزيع واسع فريد لمثل هذا المجتمع الكبير. عملاق أعماق البحار هو حيوان شائع بين هذه الحيوانات.

### الطيور

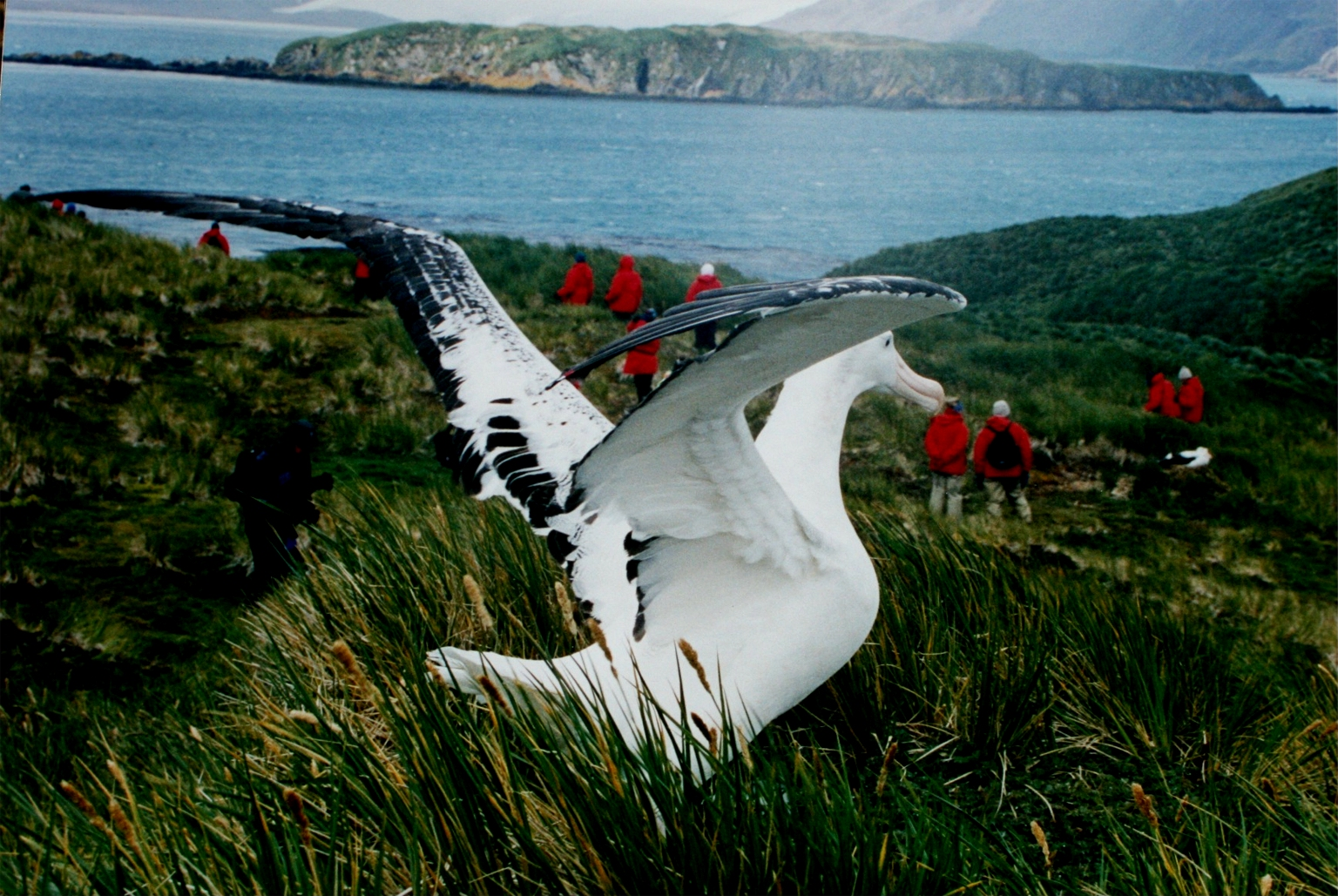
قطرس جوال
، (Diomedea exulans)، في جنوب جورجيا

توفر الشواطئ الصخرية في البر الرئيسي في أنتاركتيكا وجزرها البحرية مساحة تعشيش لأكثر من 100 مليون طائر كل ربيع. وتشمل هذه الأعشاش أنواع من طيور القطرس، الكركر، الطيور النورسية والخرشناوات. أما الطائر مقتات الحشرات جشنة جورجيا الجنوبية فمتوطنة في جورجيا الجنوبية وبعض الجزر الأصغر المحيطة. بط المياه العذبة، يسكن جنوب جورجيا وجزر كيرغولين.
وتقع طيور البطريق التي لا تطير تتواجد في نصف الكرة الجنوبي، وتتركز في  وحول القارة القطبية الجنوبية. تعيش أربعة أنواع من أصل 18 نوع من البطاريق وتتكاثر في البر الرئيسي والجزر القريبة منه. أربعة أنواع أخرى تعيش على جزر القارة القطبية الجنوبية. لدى البطريق الإمبراطوري أربع طبقات متداخلة من الريش يبقيها دافئة. وهي الحيوان الوحيد في القارة القطبية الجنوبية الذي يتكاثر خلال فصل الشتاء.

### الأسماك

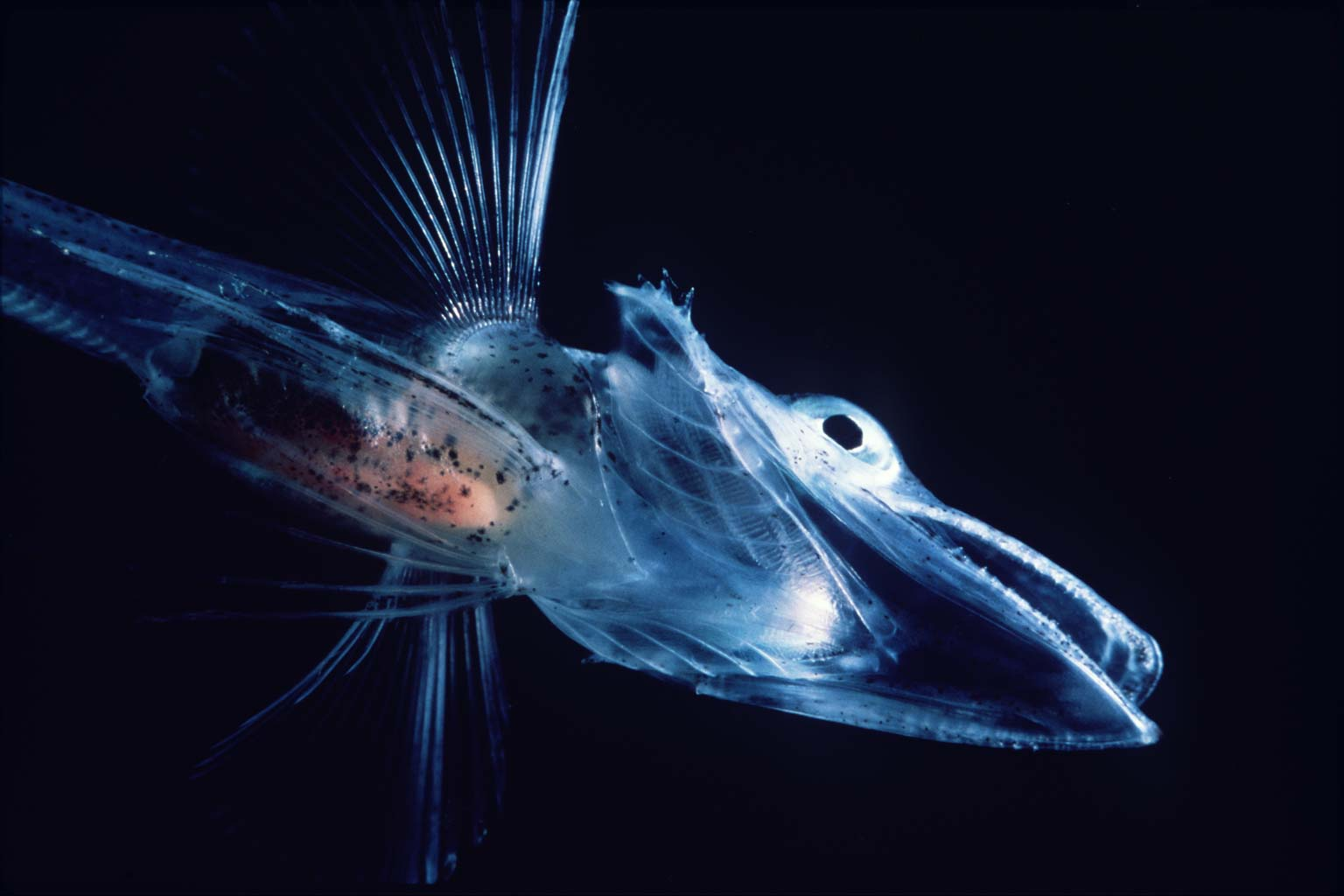
سمكة من التصنيف تحت الفرعي (Notothenioidei)، مثل سمكة الجليد هذه، ومعظمها متوطن في القارة القطبية الجنوبية.

هناك عدد قليل جدًا من أنواع الأسماك في المحيط الجنوبي. عائلة (Channichthyidae)، والمعروفة أيضا باسم أسماك الدم الأبيض، وجدت فقط في المحيط الجنوبي. فهم يفتقرون إلى الهيموجلوبين، مما يؤدي إلى دمائهم عديمة اللون. نوع من أنواع (Channichthyidae)، وهو سمك الماكريل الجليدي (Champsocephalus gunnari)، كان أكثر الأسماك شيوعًا في المياه الساحلية الأقل من 400 متر (1,312 قدم) في العمق، ولكن تم الإفراط في صيده في 1970s و 1980s. تقضي مجموعات الأسماك المثلجة النهار في قاع البحر، وترتفع للأعلى في الليل في عمود الماء لتلتهم العوالق والأسماك الصغيرة.
هناك نوعان من جنس Dissostichus، سمكة القطب الجنوبي المسننة (Dissostichus mawsoni) وسمكة باتاجونيان المسننة (eleginoides Dissostichus). ويعيش هذان النوعان في قاع البحر في عمق ما بين 100 متر (328 قدم) - 3000 متر (9,843 قدم)، ويمكن أن تنموليصل طولها حواي 2 متر (7 قدم) وقد يصل وزنها إلى 100 كيلوغرام (220 رطل)، وتعيش إلى 45 سنة. تعيش أسماك القطب الجنوبي المسننة بالقرب من البر الرئيسي في القارة القطبية الجنوبية، في حين يعيش مسمك الباتاغون المسنن في المياه تحت القطبية الأكثر دفئا نسبيا. ونظرا لدرجات حرارة المياه المنخفضة في جميع أنحاء البر الرئيسى، يوجد لدى السمك المسنن في أنتاركتيكا البروتين المضاد للتجمد في الدم والأنسجة. ويتم صيد أسماك المسننة تجاريًا، كما أن الصيد المفرط غير المشروع قد أدى إلى خفض أعداد الأسماك المسننة.
مجموعة أخرى وفيرة من الأسماك هو جنس (Notothenia)، والذي يوجد لديه مضاد التجمد في أجسادهم مثل أسماك القطب الجنوبي المسننة.

### الثديات

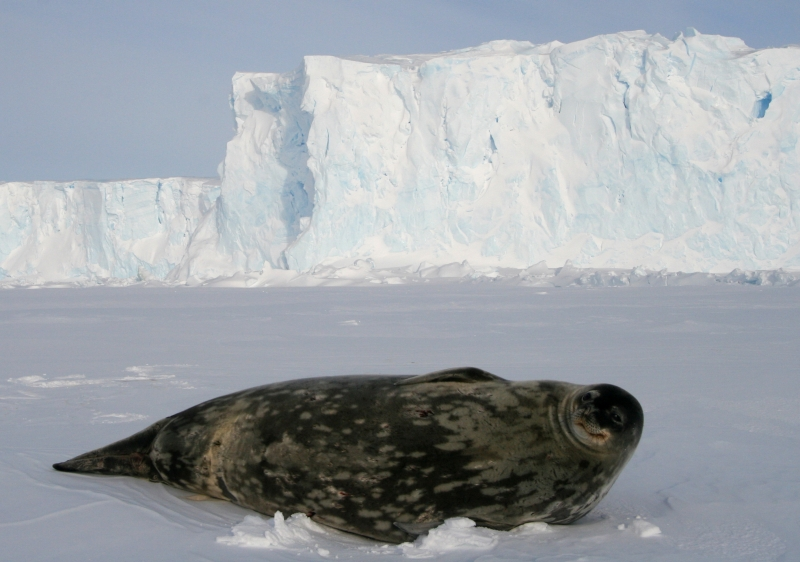
فقمة ويديل (Leptonychotes weddellii) هي أكثر الثديات الموجوده جنوب القطب الجنوبي.

تعيش سبعة أنواع من زعنفيات الأقدام في القطب الجنوبي. أكبرهم فيل البحر (Mirounga leonina)، ويمكن أن يصل وزنه إلى 4000 كيلوغرام (8,818 رطل)، في حين أن الإناث تكون أصغر، فقمة الفراء القطبية الجنوبية (Arctocephalus gazella)، يصل وزنها إلى 150 كيلوغرام فقط (331 رطل). يعيش هذان النوعان شمال جليد البحر، ويتكاثرون على الشواطئ. يمكن للأنواع الأربعة الأخرى أن تعيش على الجليد البحري. تشكل الفقمة آكلة السرطان (Lobodon carcinophagus) وفقمة ويديل (Leptonychotes weddellii)  مستعمرات، في حين أن نمر البحر (Hydrurga leptonyx) وفقمة روسي (Ommatophoca rossii) تعيش حياة فردية. على الرغم من أن هذه الأنواع تصطاد تحت الماء، فإنها تتكاثر على الأرض أو الجليد تقضي الكثير من الوقت هناك، حيث أنه لا يوجد حيوانات مفترسة برية لهم.
ويعتقد أن الأنواع الأربعة التي تعيش في جليد البحر تشكل 50% من الكتلة الحيوية الإجمالية من الفقمات في العالم. يبلغ عدد الفقمة آكلة السرطان حوالي 15 مليون، مما يجعلها واحدة من الحيوانات الكبيرة الأكثر عددا على هذا الكوكب. أسد بحر نيوزيلندا (Phocarctos hookeri)، واحد من أندر زعنفيات الأقدام، يتكاثر تقريبًا فقط على جزر أوكلاند، على الرغم من أنه تاريخيًا كان لديها مجموعة أوسع. ومن بين جميع الثدييات المقيمة هناك، تعيش فقمة ويديل في أقصى الجنوب.
هناك 10 أنواع من الحيتانيات وجدت في المحيط الجنوبي. ستة حيتان بالينية، وأربعة حيتان مسننة. أكبرهم الحوت الأزرق (Balaenoptera musculus)، وينمو ليصل طولها إلى 24 متر (79 قدم)  و وزنها إلى 84 طن. وكثير من هذه الأنواع هي حيوانات مهاجرة، وتسافر إلى المياه الاستوائية خلال فصل الشتاء في القطب الجنوبي. الحيتان القاتلة لا تهاجر، مع ذلك تسافر بانتظام إلى المياه الأكثر دفئا، ربما لتخفيف الضغط الذي تسببه درجات الحرارة على جلودهم.

### اللافقاريات
تقتصر معظم اللافقاريات البرية على جزر القطب الجنوبي. وعلى الرغم من وجود عدد قليل جدًا من الأنواع، فإن تلك الأنواع التي تعيش في أنتاركتيكا لديها كثافة عالية. في المناطق الأكثر تطرفا من البر الرئيسى، مثل الصحارى الباردة، تقتصر الشبكات الغذائية أحيانا على ثلاث أنواع من الديدان الأسطوانية، واحد منها فقط مفترس. يمكن أن تعيش العديد من اللافقاريات في الجزر تحت القطب الجنوبي في درجات حرارة تحت الصفر دون أن تتجمد، في حين أن تلك الموجودة في البر الرئيسي يمكنها البقاء على قيد الحياة بتجمدها.

#### المفصليات

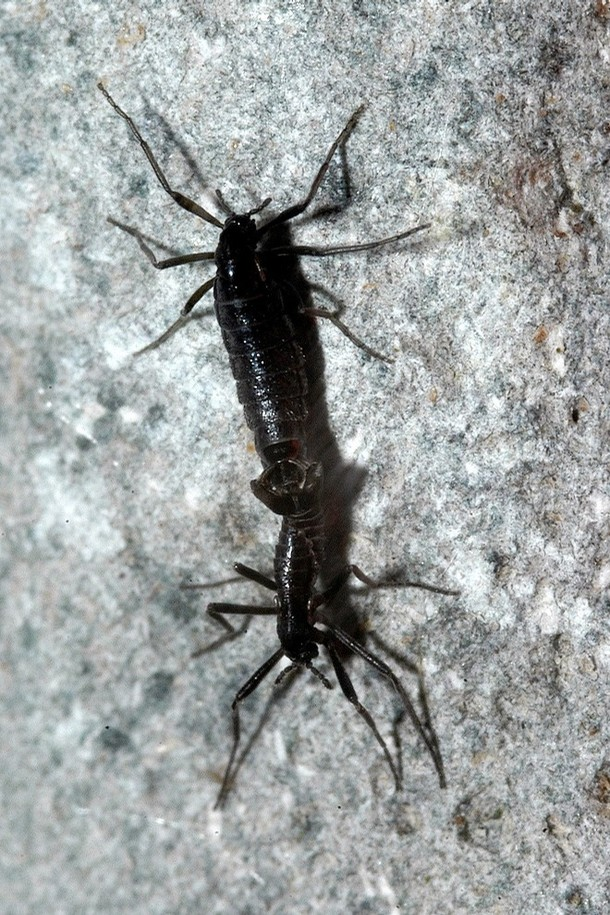
زوج من Belgica antarctica، وهي الحشرة الوحيدة على البر الرئيسى للقارة القطبية الجنوبية.

السوس و قافزات الذيل تشكل معظم أنواع مفصليات الأرجل الأرضية، على الرغم من أن العديد من العناكب والخنافس والذباب يمكن العثور عليها. ويمكن العثور على عدة آلاف من الأفراد من مختلف أنواع السوس وقافزات الذيل في 1 متر مربع (10.8 قدم 2). الخنافس والذباب هي أكثر مجموعات الحشرات المتعددة الأنواع على الجزر. تلعب الحشرات دورا هاما في إعادة تدوير المواد النباتية الميتة.
البر الرئيسى من القارة القطبية الجنوبية ليس لديها مفصليات كبيرة. تقتصر المفصليات الصغيرة على المناطق التي يوجد بها نباتات وتغذية التي يوفرها وجود الفقاريات, وحيث يمكن العثور على المياه السائلة. Belgica antarctica، وmidge عديم الجناح، هو الحشرة الحقيقية الوحيدة الموجودة في البر الرئيسي. مع أحجام تتراوح ما بين 2-6مم، هو أكبر حيوان البرية على البر الرئيسي.
خمسة أنواع من الكريلات، قشريات السباحة الحرة الحرة، وجدت في المحيط الجنوبي. الكريل القطبي الجنوبي (Euphausia superba) هو واحد من الأنواع الحيوانية الأكثر وفرة على وجه الأرض، مع كتلة حيوية تقدر بحوالي 500 مليون طن. يصل طول الفرد إلى 6 سنتيمتر (2.4 بوصة) ويزن أكثر من 1 غرام (0.035 أونصة). الأسراب التي تتشكل يمكن أن تمتد لكيلومترات، والذي قد يصل عدد الأفراد بها إلى 30,000 فرد لكل 1 متر مكعب (35 قدم 3)، مما يظهر لون المياه حمراء. عادة ما تبقى الأسراب في المياه العميقة خلال النهار، ثم تصعد خلال الليل لتتغذى على العوالق. العديد من الحيوانات الأكبر تعتمد على الكريل لتبقى على قيد الحياة. خلال فصل الشتاء عندما يندر الغذاء، يمكن للكريل الكبير أن يعود إلى مرحلة أصغر، وذلك باستخدام جسده كطعام.
العديد من القشريات القاعية لديها دورة تكاثر غير موسمية، وبعضها يربي صغارها في الكيسة الحاضنة. من متماثلات الأرجل القاعية الكبيرة بشكل غير عادي Glyptonotus antarcticus، طولها يصل إلى 20 سنتيمتر (8 بوصة) وزنها 70 غرام (2.47 أونصة). مزدوجات الأرجل موجودة بوفرة في الرواسب الناعمة، تلتهم مجموعة من الأشياء، من الطحالب إلى الحيوانات الأخرى.
عناكب البحر بطيئة الحركة شائعة، وأحيانا تنمو ليصل حجمها مثل يد الإنسان. تتغذى على المرجان، الإسفنج، والمرجانيات التي تغطي قاع البحر.

#### اللافقريات الأخرى

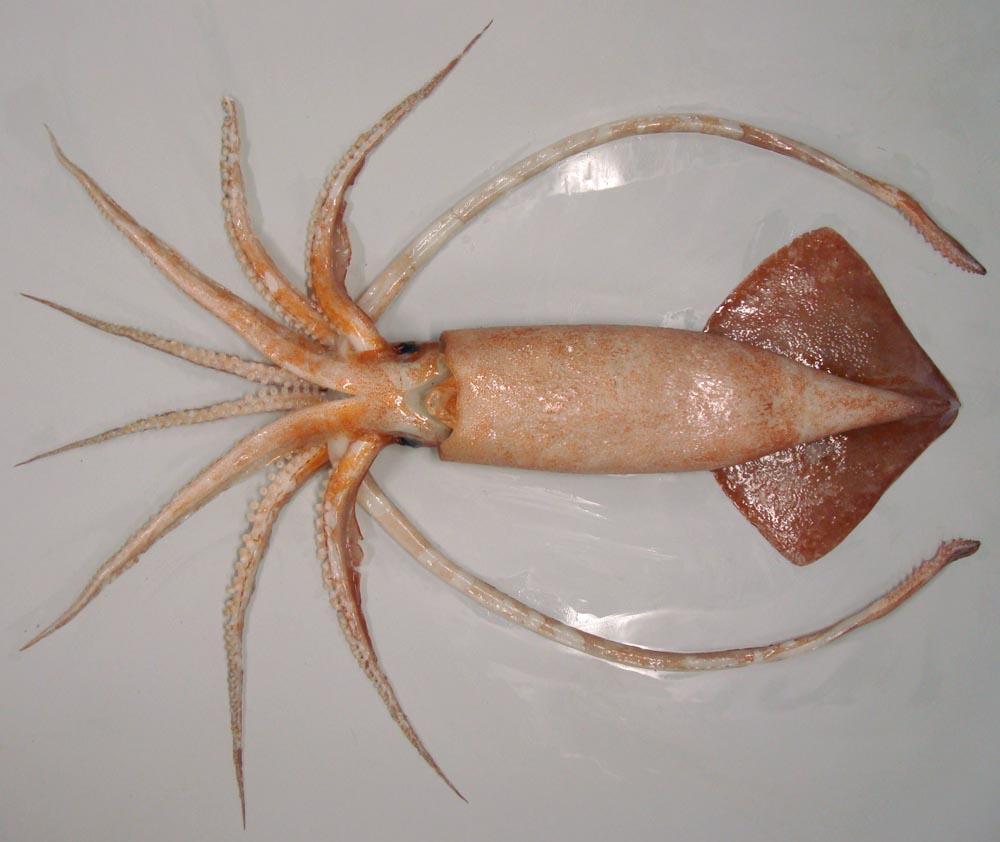
أنثى حبار، (Moroteuthis ingens)

العديد من ديدان الأرض والرخويات الأرضية، إلى جانب اللافقاريات الصغيرة، مثل الديدان الأسطوانية، وبطيء الخطو، والدوارات الموجودة أيضًا. ديدان الأرض، جنبا إلى جنب مع الحشرات من المحللات الهامة.
توجد العديد من الرخويات المائية في القارة القطبية الجنوبية.  هناك حوالي 70 نوعا من رأسيات القدم في المحيط الجنوبي، وأكبرها هو سبيدج العملاق (Architeuthis sp.)، والتي يصل طولها 15 متر (49 قدم) وبذلك تعد أكبر اللافقاريات في العالم. يشكل الحبار النظام الغذائي بأكمله لبعض الحيوانات، مثل طيور القطرس ذات الرأس الرمادي، وحوت العنبر .
قنفذ البحر من جنس Abatus يحفر من خلال الرواسب لتناول المواد الغذائية التي يجدها فيها. نوعين من الهلاميات البرميلية شائعين في مياه القطب الجنوبي، Salpa thompsoni وIhlea racovitzai. وجدت Salpa thompsoni في المناطق الخالية من الجليد، في حين تم العثور على Ihlea racovitzai في مناطق دوائر العرض العالية بالقرب الجليد. نظرا لانخفاض قيمتها الغذائية، فإنها عادة ما تؤكل فقط من الأسماك، أما الحيوانات الكبيرة مثل الطيور والثدييات البحرية تناولها فقط عند ندرة الغذاء.
إن الإسفنج في القطب الجنوبي طويل العمر، وحساس للتغيرات البيئية بسبب نوعية المجتمعات الميكروبية التكافلية داخلها. نتيجة لذلك، فإنها تعمل كمؤشرات للصحة البيئية.

## الفطريات
التنوع الفطري في القارة القطبية الجنوبية أقل منه في باقي أرجاء العالم. إن النمط الحياتي، الذي يحدده عوامل بيئية، مملوء بعدد قليل جدا من الأنواع.
 وقد تم تحديد ما يقرب من 1150 نوعا من الفطريات. تشكل الأشنات 400 منها, والباقي 750 نوع من اللاأشنيات. فقط حوالي 20 نوعا من الفطريات هي عيانية.
اللاأشنات تأتي من 416 جنس مختلف، لتمثل جميع الفطريات الرئيسية. كانت الفطر الأول الذي تم تجديده في جزر القارة القطبية الجنوبية Peziza kerguelensis، والذي تم وصفه عام 1847. عام 1898 تم أخذ عينات لأول نوع من البر الرئيسى وهو (Sclerotium antarcticum). وقد تم تحديد الأنواع الأرضية أكثر بكثير من الأنواع البحرية. وتقتصر الأنواع الأكبر على الجزر شبه القطبية وشبه الجزيرة القطبية الجنوبية. تم العثور على الأنواع الطفيلية في حالات إيكولوجية مختلفة عن تلك التي ترتبط مع أماكن أخرى، مثل إصابة نوع مختلف من المضيف. ويعتقد أن أقل من 2-3% من الأنواع متوطنة. توجد العديد من الأنواع في مناطق القطب الشمالي أيضًا. ويعتقد أن معظم الفطريات وصلت في القارة القطبية الجنوبية عن طريق التيارات المحمولة جوا أو عبر الطيور. فجنس Thelebolus على سبيل المثال، وصل عبر الطيور منذ بعض الزمن، ولكن منذ ذلك الحين تطورت سلالات محلية. من الأنواع اللاأشنية من الفطريات وأقارب أقرب للفطريات المكتشفة، و 63% من الفطريات الزقية، و 23% هي دعاميات، و 5% هي فطريات اقترانية، و 3% هي فطريات أصيصية. تشكل الطلائعيات البيضية وMycetozoa نسبة 1%.
سطح الصحراء معادية للفطريات المجهرية بسبب التقلبات الكبيرة في درجات الحرارة على سطح الصخور، والتي تتراوح من 2 درجة مئوية تحت درجة حرارة الهواء في فصل الشتاء إلى 20 درجة مئوية فوق درجة حرارة الهواء في الصيف. ومع ذلك، فإن البيئات الأكثر استقرارا داخل الصخور تسمح للمستعمرات الميكروبية بالتطوير.معظمهم تتكون من عدد قليل فقط من الأنواع. أكثر المستعمرات دراسًة تكون في الحجر الرملي، وترتب الأنواع مختلف نفسها في أحزمة على أعماق مختلفة من سطح الصخور. تم العثور على الفطريات المجهرية، وخاصةالخمائر، في جميع البيئات في القطب الجنوبي.
يوجد في القارة القطبية الجنوبية حوالي 400 نوع من الأشنيات والنباتات والفطريات التي تعيش بشكل متكافئ. فهي متكيفة للغاية، ويمكن تقسيمها إلى ثلاثة أنواع رئيسية؛ crustose lichens، وتشكيل قشور رقيقة على السطح، foliose lichens، وتشكيل فصوص تشبه أوراق، وfructicose lichens، التي تنمو مثل الشجيرات. تنقسم الأنواع عموما بين تلك الموجودة على الجزر تحت القطب الجنوبي، والموجودة في شبه الجزيرة، والموجودة في أماكن أخرى من البر الرئيسى، وتلك التي لها توزيع غير مترابط. أقصى جنوب تم تحديد وجود أشنة به هو 86 ° 30 '. تتراوح معدلات النمو من 1 سنتيمتر (0.4 بوصة) كل 100 سنة في المناطق أكثر ملاءمة، وإلى 1 سنتيمتر (0.4 بوصة) كل 1000 سنة في المناطق أكثر مضياف، وعادة ما يحدث عندما اتكون الأشنات محمية من العناصر مع طبقة رقيقة من الثلوج، والتي يمكن أن تمتص الماء الذي في صورة بخار في كثير من الأحيان.

## النباتات

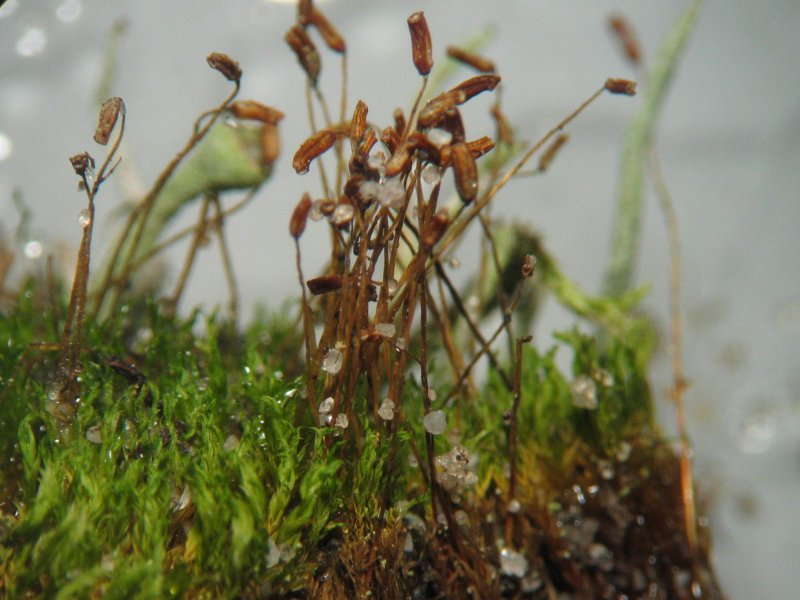
Ceratodon purpureus المنشر بشكل واسع هو نبات حزازي يسكن المناطق في جميع أنحاء العالم، ويصل إلى أقصى جنوب 84 ° 30 '.

تم العثور على أكبر تنوع نباتي على الحافة الغربية لشبه الجزيرة القطبية الجنوبية. الطحلب المتكيفة جيدًا والأشنات يمكن العثور عليها في الصخور في جميع أنحاء القارة. وتعتبر جزر القارة القطبية الجنوبية بيئة ملاءمة أكثر للنمو النباتي من البر الرئيسي. تسببت الأنشطة البشرية، وخاصة صيد الحيتان والفقمة، في ظهور العديد من الأنواع للحصول على موطئ قدم في الجزر.
توجد بعض المجتمعات النباتية حولالفومارول، وهي عبارة عن فتحات تنبعث منها البخار والغاز التي يمكن أن تصل إلى 60 درجة م (140 درجة فهرنهايت) في حوالي 10 سنتيمتر (3.9 بوصة) تحت السطح. وهذا ينتج بيئة أكثر دفئا مع وجود الماء السائل بسبب ذوبان الثلوج والجليد. البركان النشط جبل إريبوس وجبل ملبورن الخامد، سواء في المناطق الداخلية للقارة، كل يستضيف فومارول. ويتواجد اثنين فومارول أيضا على الجزر تحت القطب الجنوبي، أحدهما سببه بركان خامل في جزيرة ديسبشن في جزر شتلاند الجنوبية وواحدة في جزر ساندويتش الجنوبية. و فومارول على جزيرة ديسيبشن كما توجد أنواع الطحلب لم توجد في أي مكان آخر في القارة القطبية الجنوبية.

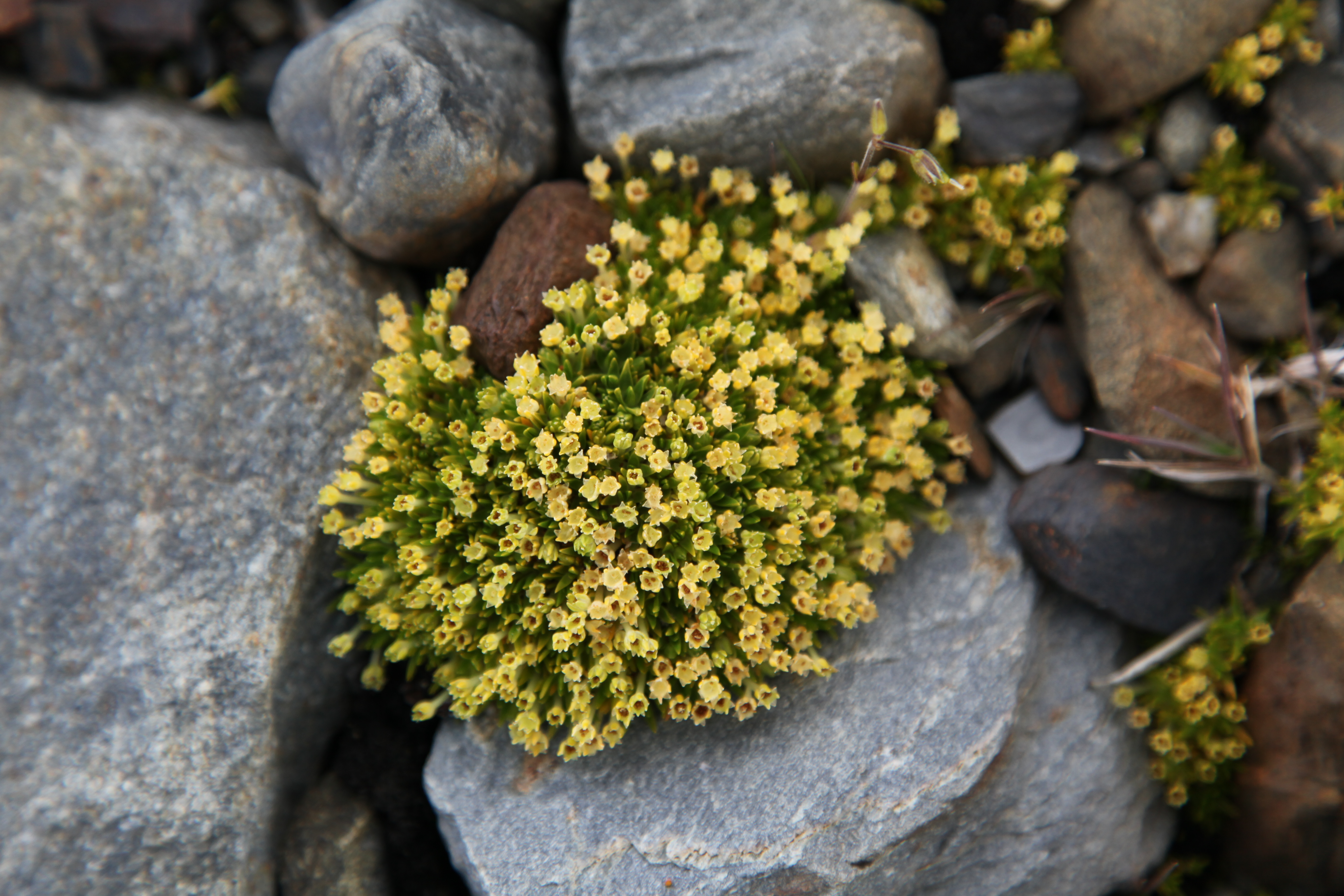
كولوبنط كيتوني، (Colobanthus quitensis)، واحد من اثنين من مجموعة كاسيات البذور توجد في القارة القطبية الجنوبية.

 تتكون النباتات اللاوعائية في القارة القطبية الجنوبية من 100 نوع من الطحالب، وحوالي 25 نوعا من النباتات الكبدية. في حين أنها غير منتشرة بشكل واسع كما الأشنات، فإنها لا تزال في كل مكان حيث يمكن للنباتات أن تنمو، يعثر على Ceratodon purpureus  جنوبًا بقدر 84 ° 30 'على جبل كيفين. خلافا لمعظم البريوفيت، فإن غالبية البريوفيت في القطب الجنوبي لا تدخل مرحلة من النباتات البوغية الثنائية، بدلا من أنها تتكاثر أسيكسالي أو لديها أعضاء الجنس على مرحلة غامتوفيت. 30% فقط من البريوفيت على شبه الجزيرة والجزر لديها المرحلة البوغية، و 25% فقط من تلك الموجودة على بقية البر الرئيسى تنتج الأبواغ. فومارول جبل ملبورن يدعم التواجد الوحيد ل Campylopus pyriformis في القطب الجنوبي، والتي وجدت خلاف ذلك في أوروبا وجنوب أفريقيا.
ويهيمن على نباتات القطب الجنوبي عشب أجمي الساحلية، الذي يمكن أن ينمو ليصل إلى 2 متر (7 قدم). فقط اثنين من النباتات المزهرة تسكن القارة القطبية الجنوبية، الديشمبية القطبية الجنوبية، و الكولوبنط الكيتوني. وكلاهما يوجد فقط على الطرف الغربي من شبه الجزيرة القطبية الجنوبية وعلى مجموعتين من الجزر القريبة، جزر أوركني الجنوبية وجزر شيتلاند الجنوبية.

## أخرى
وقد عاشت البكتيريا في الثلوج في القطب الجنوبي منذ مئات من السنين. كما تم العثور عليها في مناطق عميقة تحت الجليد، في بحيرة ويلانز، وهي جزء من شبكة من البحيرات تحت الجليدية لا تصل إليها أشعة الشمس.
 تم العثور على مجموعة واسعة من الطحالب في القارة القطبية الجنوبية، وغالبا ما تشكل قاعدة الشبكات الغذائية. تم تحديد حوالي 400 نوع من العوالق النباتية ذات الخلية الواحدة التي تطفو في مياه في المحيط الجنوبي. وتزهر هذه العوالق سنويا في فصلي الربيع والصيف مع زيادة طول اليوم وتراجع الجليد البحري، قبل أن تنخفض أعدادها خلال فصل الشتاء.
الطحالب الأخرى تعيش في أو على الجليد البحري، وغالبا على جانبها السفلي، أو في قاع البحر في المناطق الضحلة. تم تحديد أكثر من 700 نوع من الأعشاب البحرية،  35% منها مستوطنة. خارج المحيط توجد العديد من الطحالب في المياه العذبة سواء في القارة أو في الجزر. تم العثور على الطحالب البرية، مثل الطحالب الثلجية، الذين يعيشون في التربة في أقصى الجنوب 86 ° 29 '، ومعظمها وحيدة الخلية. في الصيف تزهر الطحالب فتتسبب في ظهور الثلج والجليد باللون الأحمر والأخضر والبرتقالي، أو الرمادي.  المجموعة المهيمنة من الطحالب الثلجية هو الكلاميدوموناس، وهو نوع من الطحالب الخضراء.
أكبر الطحالب البحرية هي رتبةاللاميناريات، والتي تشمل عشب البحر (Durvillaea antarctica)، والتي يمكن أن يصل طولها إلى أكثر من 20 متر (66 قدم) ويعتقد أنها أقوى عشب بحر في العالم. يمكن أن يعيش العديد من النباتات (تصل إلى 47) على 1 متر مربع (10.8 قدم 2)، وأنها يمكن أن تنمو 60 سنتيمتر (24 بوصة) يوميًا. عشب البحر الموجود قبالة الشاطئ يوفر مصدر غذائي قيم للكثير من الحيوانات.

## حفظها

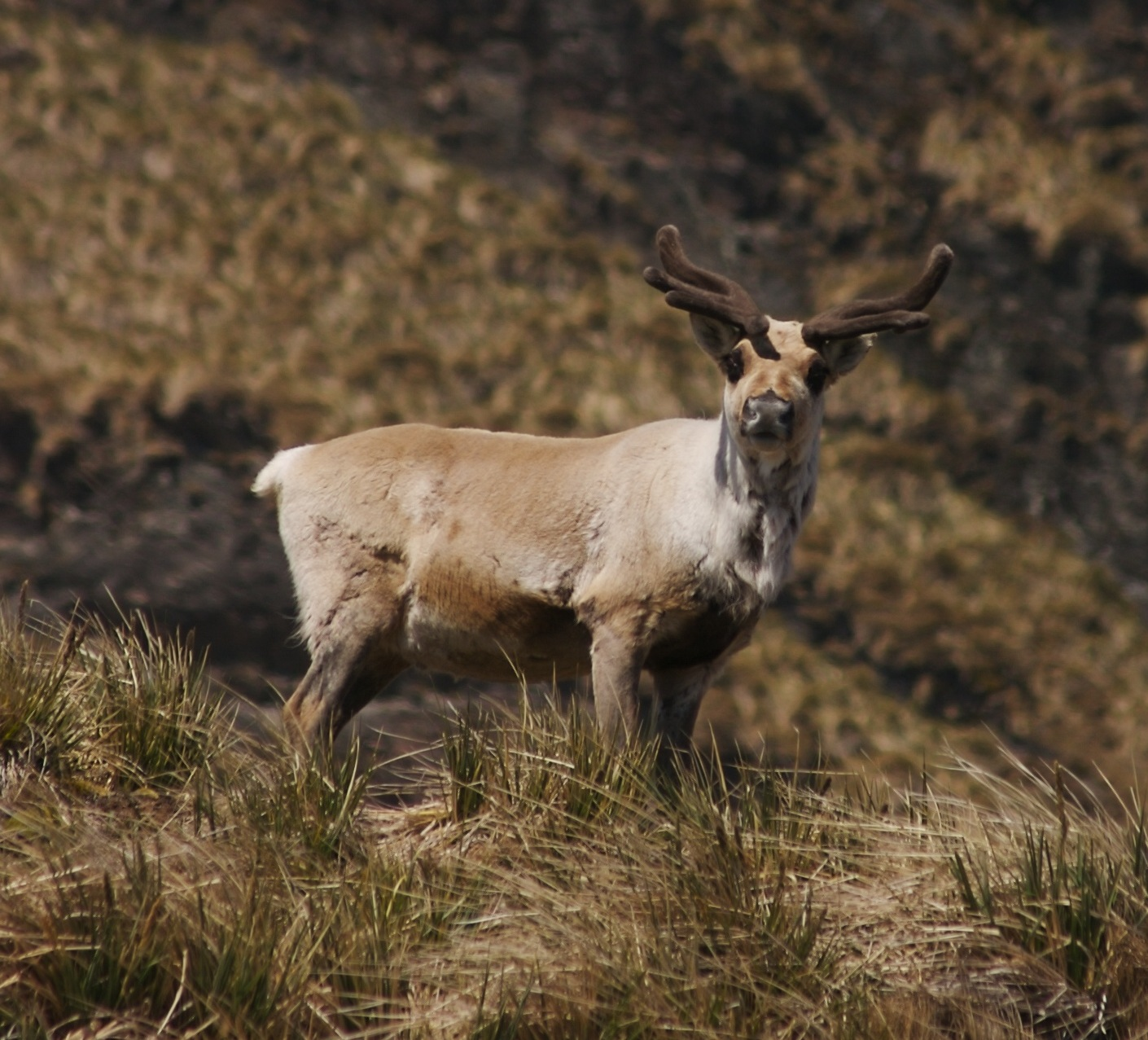
فرد من ذا القرون المخملية من القطيع الجنوبي من الرنة أدخلت في جورجيا الجنوبية.

ويشكل النشاط البشري خطرا كبيرا على الحياة البرية في أنتاركتيكا، مما يسبب مشاكل مثل التلوث، وتدمير البيئة، واضطراب الحياة البرية. هذه المشاكل حادة بشكل خاص حول محطات البحوث. تغير المناخ وما يرتبط به من آثار يشكل خطرا كبيرا على مستقبل البيئة الطبيعية في أنتاركتيكا.
بسبب العزلة التاريخية للحياة البرية في أنتاركتيكا، فإنها بسهولة معرضة للتهديد من قبل الأنواع المدخلة، التي جلبتها أيضا النشاط البشري.  حيث تشكل الفئران تهديدا خاصًا، خاصة للطيور البحرية التي تأكل بيضها. ولا يزال الصيد الجائر يمثل مشكلة, فإن الصيد المفرط يشكل تهديدا كبيرا لمجموعات الكريل والأسماك المسننة. الأسماك المسننة، والأسماك البطيئة النمو، والأسماك الطويلة الأجل التي عانت سابقًا من الصيد الجائر، معرضة بشكل خاص للخطر.  الصيد غير القانوني يكون أكثر خطرًا  من خلال استخدام التقنيات المحظورة في صيد الأسماك. هذه الأساليب تزيد من الصيد العرضي للحيوانات مثل طيور القطرس.
تقع الجزر تحت القطب الشمالي تحت سلطة الحكومات الوطنية، مع تنظيم بيئي وفقا لقوانين تلك البلدان. بالإضافة إلى ذلك بعض الجزر محمية من خلال الحصول على وضع قانوني في مواقع التراث العالمي لليونسكو. وينظم نظام معاهدة القارة القطبية الجنوبية جميع الأنشطة في خطوط العرض جنوب 60 درجة شرقا، ويعين أنتاركتيكا كمحمية طبيعية للعلوم. في إطار هذا النظام يجب تقييم جميع الأنشطة من حيث تأثيرها البيئي. ينظم جزء من هذا النظام( اتفاقية حفظ الموارد البحرية الحية في أنتاركتيكا)، صيد الأسماك ويحمي المناطق البحرية.